# Honiara
Honiara (pronunciado em português: [oniˈaɾɐ, ɔniˈaɾɐ]; pronunciado em inglês: [ˌhoʊnɪˈɑːrə]) é a capital das  Ilhas Salomão e tem uma população de 64 602 habitantes (2009). A cidade está localizada na ilha de Guadalcanal e foi reconstruída  para substituir a antiga capital de Tulagi, no final da Segunda Guerra Mundial. A cidade tem um porto, um aeroporto internacional, o museu nacional e a sede do governo.
É um importante centro comercial de coco, madeira e ouro.

## História
Honiara foi palco de uma das mais sangrentas batalhas da Segunda Guerra Mundial, a Batalha de Guadalcanal. Durante a guerra, a antiga capital Tulagi do Protectorado Britânico das Ilhas Salomão foi severamente destruída. Como a cidade de Honiara foi utilizada como base estadunidense, foi promovida a capital. Após a guerra, houve o movimento de independência das ilhas e a cidade continuou sendo capital, agora de um país independente. Em 2000 houve revoltas na cidade, e o exército australiano foi chamado a intervir. Em 2006 houve outras grandes manifestações, que culminaram com a queima do bairro de Chinatown e a fuga de mais de 1000 pessoas de origem chinesa, o que fez o exército australiano ficar instalado na cidade.

## Etimologia
A palavra "Honiara" vem de "nagho ni ara", que significa "de frente ao vento do sudeste" numa das línguas da ilha de Guadalcanal.

## Geografia
A cidade de Honiara é litorânea, na costa norte da ilha de Guadalcanal, numa faixa estreita. É ladeada por duas avenidas, sendo a mais importante a Rodovia Kakum, que liga ao Aeroporto Internacional de Honiara e ao bairro de White River, passando pelo hospital e pela Chinatown, que foi queimada nas revoltas de 2003. O rio Matarika tem sua foz em Honiara.

## Clima
O clima em Honiara é o tropical. Embora tenha uma taxa de pluviosidade de 2 000 mm por ano, chove menos que a média do país, que é de 3 000 mm por ano. A temperatura fica em média entre os 25 °C e 27 °C. A estação úmida dura entre novembro e abril.
| Dados climatológicos para Honiara, Ilhas Salomão | Dados climatológicos para Honiara, Ilhas Salomão | Dados climatológicos para Honiara, Ilhas Salomão | Dados climatológicos para Honiara, Ilhas Salomão | Dados climatológicos para Honiara, Ilhas Salomão | Dados climatológicos para Honiara, Ilhas Salomão | Dados climatológicos para Honiara, Ilhas Salomão | Dados climatológicos para Honiara, Ilhas Salomão | Dados climatológicos para Honiara, Ilhas Salomão | Dados climatológicos para Honiara, Ilhas Salomão | Dados climatológicos para Honiara, Ilhas Salomão | Dados climatológicos para Honiara, Ilhas Salomão | Dados climatológicos para Honiara, Ilhas Salomão | Dados climatológicos para Honiara, Ilhas Salomão |
| Mês                                              | Jan                                              | Fev                                              | Mar                                              | Abr                                              | Mai                                              | Jun                                              | Jul                                              | Ago                                              | Set                                              | Out                                              | Nov                                              | Dez                                              | Ano                                              |
| ------------------------------------------------ | ------------------------------------------------ | ------------------------------------------------ | ------------------------------------------------ | ------------------------------------------------ | ------------------------------------------------ | ------------------------------------------------ | ------------------------------------------------ | ------------------------------------------------ | ------------------------------------------------ | ------------------------------------------------ | ------------------------------------------------ | ------------------------------------------------ | ------------------------------------------------ |
| Temperatura máxima média (°C)                    | 30                                               | 30                                               | 30                                               | 30                                               | 30                                               | 30                                               | 30                                               | 30                                               | 30                                               | 30                                               | 30                                               | 30                                               | 30                                               |
| Temperatura mínima média (°C)                    | 22                                               | 22                                               | 22                                               | 22                                               | 22                                               | 22                                               | 22                                               | 22                                               | 22                                               | 22                                               | 22                                               | 22                                               | 22                                               |
| Precipitação (mm)                                | 270                                              | 280                                              | 350                                              | 230                                              | 120                                              | 90                                               | 90                                               | 90                                               | 90                                               | 140                                              | 130                                              | 220                                              | 2 170                                            |
| Fonte: Wetaherbase agosto de 2012                |                                                  |                                                  |                                                  |                                                  |                                                  |                                                  |                                                  |                                                  |                                                  |                                                  |                                                  |                                                  |                                                  |

## Economia
A economia da cidade gira em torno da exportação de madeira, copra, coco e peixe. Os principais parceiros são a Malásia, o Japão, a Coreia do Sul e Taiwan. O turismo também é muito importante na economia do país como um todo.

## Transporte
Além do Aeroporto Internacional de Honiara, que fica a cerca de 8 km do centro da cidade e substituiu o velho aeródromo da Segunda Guerra Mundial (Henderson Field). Também há o porto de Honiara, que faz ligação com as outras ilhas do arquipélago das Ilhas Salomão e com o resto do mundo. A cidade é sede da Solomon Airlines.

## Educação
Honiara é uma das sedes da Universidade do Pacífico Sul. Também possui a Escola Internacional de Honiara, com mais de 150 estudantes.

## Esportes
Em Honiara está localizado o Estádio Lawson Tama, que foi sede da Copa das Nações da OFC de 2012.

## Política
Honiara é uma cidade com status de província nas Ilhas Salomão. Possui três distritos eleitorais: Honiara Oriental, Honiara Central e Honiara Ocidental.

## Religião
A maioria da população é cristã. As principais denominações são a Igreja da Província da Melanésia (Anglicana), Igreja Católica (Arquidiocese de Honiara), Igreja Evangélica dos Mares do Sul e Igreja Adventista do Sétimo Dia. Outras religiões estão presentes, como a budista e a muçulmana.

## Locais de interesse
- O Edifício do Parlamento, construído em 1993 e apresentando a forma de folhas de palmeira, proporciona aos 50 deputados da ilha-Estado com um ambiente de trabalho confortável. Não há passeios oficiais, porém as visitas podem ser realizadas mediante solicitação;
- O Museu Nacional apresenta diariamente mostras de dança, pintura corporal e armas tradicionais;
- O Jardim Botânico é conhecido por sua grande variedade de orquídeas. Além disso, existe uma coleção de plantas e arbustos da floresta tropical.

## Qualidade de vida
Honiara é o principal centro urbano das Ilhas Salomão, concentrando mais da metade dos postos de trabalho formais. Além disso, o consumo per capita de um habitante da capital representa o triplo, em relação aos habitantes rurais.
Ao se comparar com os habitantes rurais, os da capital têm o dobro de possibilidade de acesso à educação secundária, e três vezes mais probabilidades de contar com uma conta bancária e serviços sanitários em sua residência. A porcentagem de habitantes de Honiara com serviço elétrico supera oito vezes a mesma porcentagem dos habitantes do campo. Por esta razão, é compreensível que a migração de salomónicos para Honiara seja considerável.

## Geminação
- Mackay, Queensland, Austrália